# Cencio Mantovani

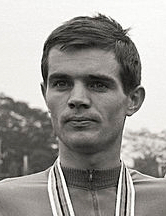
Cencio Mantovani (1964)

Vincenzo „Cencio“ Mantovani (* 17. Oktober 1941 in Castel d’Ario; † 21. Oktober 1989 in Mantua) war italienischer Radrennfahrer.

## Sportliche Laufbahn
Mantovani war Teilnehmer der Olympischen Sommerspiele 1964 in Tokio. In der Mannschaftsverfolgung gewann er gemeinsam mit Luigi Roncaglia, Carlo Rancati und Franco Testa die Silbermedaille. Bei den UCI-Bahn-Weltmeisterschaften 1964 gewann er ebenfalls Silber in der Mannschaftsverfolgung. Im Endlauf unterlag sein Team knapp dem Vierer aus Deutschland.
Als Amateur gewann er die Eintagesrennen Mailand–Tortona und Mailand–Bologna 1965. Von 1966 bis 1969 war er Berufsfahrer. 1968 wurde er 78. im Giro d’Italia, 1969 schied er aus. 1969 beendete er seine Laufbahn. Mantovani, der auch selbst als Pilot aktiv war, starb im Alter von 48 Jahren, als sein Ultraleichtflugzeug bei Mantua abstürzte. Ihm zu Ehren wurde das Rennen „Memorial Vincenzo Mantovani“ in Castel d’Ario begründet.

## Berufliches
Nach seiner aktiven Laufbahn gründete er mit seinem Bruder Claudio die Radsportbekleidungsfirma Nalini-Moa Sport.